# Hop (rede)

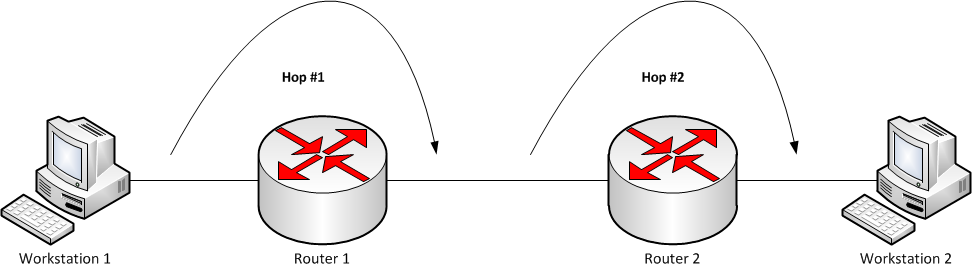
Uma ilustração de hops em uma rede. A contagem de hops entre os computadores neste caso é 2

Hop é, em redes de computadores, uma parte do caminho entre a origem e o destino. Os pacotes de dados passam por pontes, roteadores e gateways enquanto viajam entre a origem e o destino. Cada vez que os pacotes são passados para o próximo dispositivo de rede, ocorre um hop. A contagem de hops refere-se ao número de dispositivos intermediários pelos quais os dados devem passar entre a origem e o destino.